# Satrio Hermanto

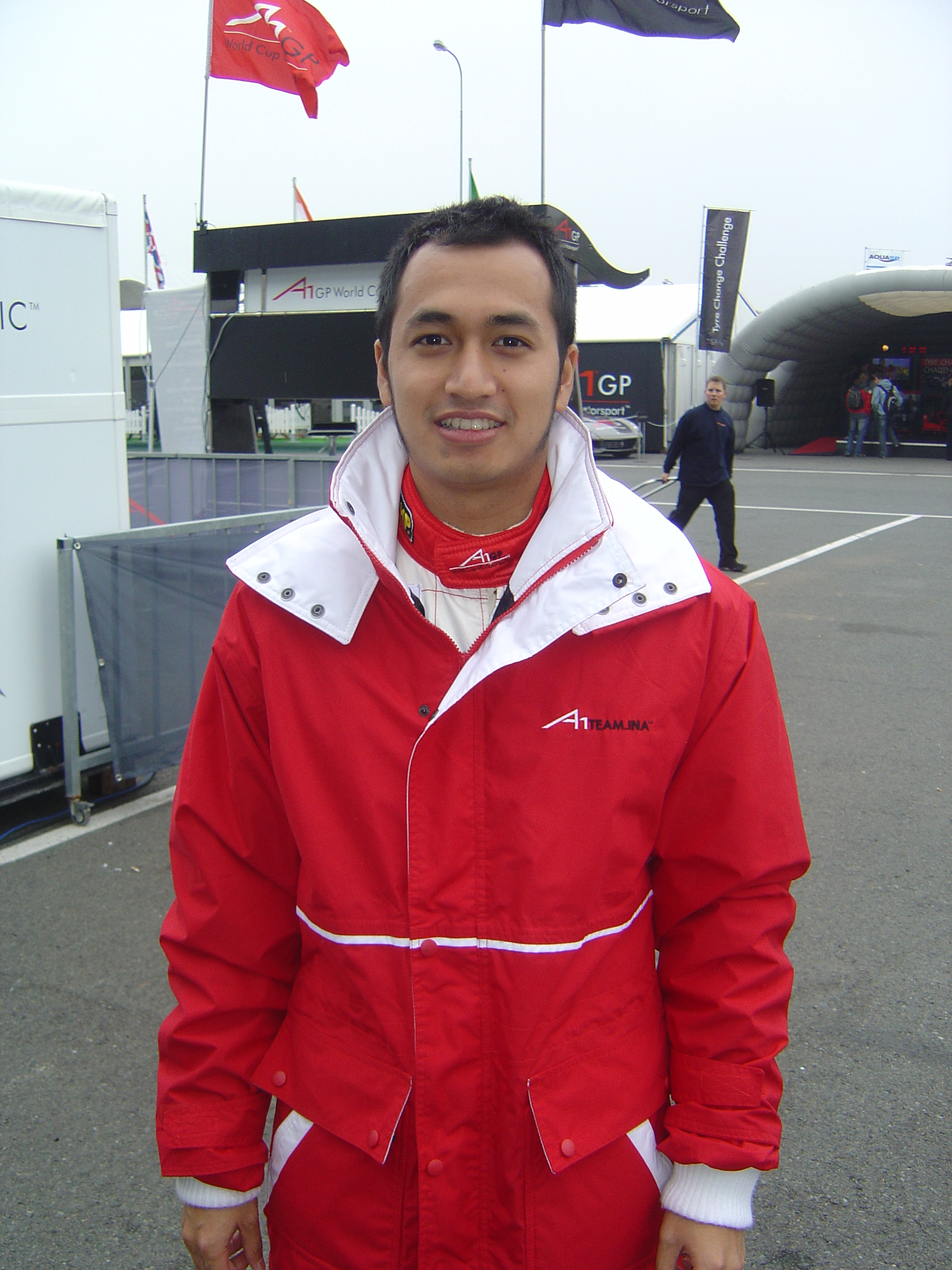
Satrio Hermanto

Adil Satryaguna "Satrio" Hermanto (Jakarta, 29 juni 1984) is een Indonesisch autocoureur die anno 2010 in het Britse Formule 3-kampioenschap rijdt.

## Loopbaan
- 1998 - Timor One Make Series - Divisie II, team onbekend (kampioen).
- 1999 - Formule Azië, team onbekend (2e in kampioenschap).
- 2006 - Aziatische Formule 3-kampioenschap, team Joson Formula 3.
- 2006 - Aziatische Formule 3-kampioenschap Promotieklasse, team Joson Formula 3 (11 overwinningen, kampioen).
- 2007 - Formule V6 Azië, team Team Meritus (3e in kampioenschap).
- 2007-08 - A1GP, team A1 Team Indonesië.
- 2008 - Duitse Formule 3-kampioenschap, team Performance Racing (2 races).
- 2008-09 - A1GP, team A1 Team Indonesië.
- 2009 - Britse Formule 3-kampioenschap, team Litespeed F3 (3 races).

## A1GP resultaten
| Jaar    | Inschrijving      | 1          | 2          | 3          | 4          | 5          | 6          | 7          | 8          | 9          | 10         | 11         | 12         | 13         | 14         | 15         | 16         | 17         | 18         | 19         | 20         | Rang | Punten |
| ------- | ----------------- | ---------- | ---------- | ---------- | ---------- | ---------- | ---------- | ---------- | ---------- | ---------- | ---------- | ---------- | ---------- | ---------- | ---------- | ---------- | ---------- | ---------- | ---------- | ---------- | ---------- | ---- | ------ |
| 2007-08 | A1 Team Indonesië | NED SPR 20 | NED FEA 16 | CZE SPR 19 | CZE FEA 19 | MAL SPR 19 | MAL FEA 16 | ZHU SPR 17 | ZHU FEA NF | NZL SPR 16 | NZL FEA NF | AUS SPR 21 | AUS FEA 20 | RSA SPR 16 | RSA FEA NF | MEX SPR 14 | MEX FEA 11 | SHA SPR 19 | SHA FEA 19 | GBR SPR 19 | GBR FEA 10 | 21   | 1      |
| 2008-09 | A1 Team Indonesië | NED SPR NF | NED FEA NF | CHI SPR 18 | CHI FEA 14 | MAL SPR 13 | MAL FEA 13 | NZL SPR 13 | NZL FEA NF | RSA SPR    | RSA FEA    | POR SPR    | POR FEA    | GBR SPR 12 | GBR FEA 13 |            |            |            |            |            |            | 20   | 3      |